# Индра (Краславский край)
И́ндра (латыш. Indra) — село на юго-востоке Латвии, административный центр Индрской волости Краславского края. Находится в 5 км от границы с Белоруссией. Расстояние до города Краслава составляет около 33 км. По данным на 2015 год, в населённом пункте проживало 612 человек. В селе расположена пограничная железнодорожная станция Индра Латвийской железной дороги.

## История
По протекающей северо-западнее посёлка реке Индрица проходила граница между Ливонией и Великим княжеством Литовским. 
Поблизости располагается археологический памятник — Индрицкое городище.
24 мая 1866 года была открыта железнодорожная станция Индра в составе линии Даугавпилс — Полоцк Двинско-Витебской железной дороги.
Поселок был занесён на административную карту в 1939 году.
В советское время населённый пункт был центром Индрского сельсовета Краславского района. В селе располагалась центральная усадьба колхоза им. Фрунзе и центральная усадьба колхоза им. Калинина. В настоящее время Индра является центром Индрской волости, в которой около тысячи человек.

Въезд в село Индра

Сегодня село ухожено и озеленено, в нём 25 улиц, из которых самые оживлённые — Юбилеяс (Юбилейная) и Блажевича. Есть 7 многоквартирных домов, 54 «ливанских» односемейных коттеджей, построенных в советское время, другие частные дома.
Работает школа, обучение в которой ведётся на латышском языке.
Индра расположена на берегу Белого озера, а в окрестностях есть и Чёрное — его берега поросли чёрной ольхой и дубом, а вода имеет минеральный привкус. Есть поверье, что если окунуться в озеро с головой, можно излечиться от бессонницы.

## Фестиваль Latgales vainags

Открытие 10 музыкального фестиваля национальных культур Latgales vainags в Индре, 2018 год.

В 1998 году в Индре зародилась традиция проведения музыкального фестиваля национальных культур Latgales vainags, на котором представлены народные коллективы из Латвии и соседних стран — русские, белорусские, литовские, польские, украинские. Организатором фестиваля была директор Индрской художественно-музыкальной школы Эрика Заровска. «Идея родилась, поскольку на нашей территории проживают люди разных национальностей, среда многокультурная, поэтому хорошо собирать вместе различные народные коллективы», — считают организаторы.
Фестиваль проходит летом на открытом воздухе, на Индрской горе песен, и собирает до 300 участников и до 25 коллективов, а также публику из всей округи и многочисленных гостей. В программу фестиваля обычно входят различные выставки, мастер-классы и общие мероприятия типа двухсуточного марафона по варке варенья. Концерт завершается фейерверком и танцами.
В фестивале принимают активное участие дети и молодежь: так, в 2018 году они подготовили по итогам трехдневной мастерской «Латышские знаки» выставку керамики, а также детский танцевальный ансамбль «Strautiņš» («Ручеек») открыл концерт оригинальной композицией «Дерево Мары» в постановке Илоны Кангизер. Марой в Латгалии называют Богоматерь Марию, а сам край считают землей Мары с тех пор, как после образования Ливонии папа Римский посвятил эту землю Приснодеве.
Средства на проведение фестиваля в 2002—2017 году выделял Фонд общественной интеграции, финансирование одного фестиваля составляло около 2 тысяч евро.

## Фестиваль варенья
Начался  как местная затея, а затем стал привлекать туристов. Ежегодно проводится во второе воскресенье августа. Местные жители соревнуются между собой в подборе рецептов для оригинального варенья.

## Музей счастья

4 августа 2018 года Музей счастья в Индре обзавелся собственным флагом.

В Индре в 1939 году начали строить лютеранскую кирху для военнослужащих-пограничников, но из-за войны она так и не была завершена и освящена. В советское время в ней разместили спортзал, потом колхоз стал использовать кирху как банкетный зал. В 1990-е годы здание пришло в запустение, местное самоуправление предложило лютеранской епархии его перенять и использовать по назначению, однако она отказалась. Так здание перешло в муниципальную собственность, и за дело взялась руководитель самоуправления Эрика Яновна Габрусане. Силами жителей-добровольцев при небольшом финансировании европейского фонда  ELFLA  в церкви в 2013 году восстановили покрытие крыши, сделали окна. А в 2016 году появилась идея устроить здесь музей счастья. Дело в том, что, согласно опросам, самые счастливые люди живут в Краславском крае.
Ближайший музей счастья находится в Лондоне, но он основан на раскрытии темы счастья через беседы и медитации. В Индре опирались на научный подход, тщательно изучив физику и химию. Руководитель музея Илона Кангизер объясняет, что человек чувствует себя счастливым, когда у него в теле рождаются эндорфины — гормоны счастья. Учёные выяснили, что они вырабатываются, если человек работает до пота. У него идёт перенапряжение мышц и включается механизм обезболивания, который и обеспечивают эндорфины. Однако в эндорфиновой лаборатории музея можно запастись счастьем и через творчество: сделать себе мешочек счастья, положив в него определённую травку (подорожник на счастье в дороге, зверобой для здоровья), пожарить блинчик, своими руками создать собственный оберег с личным орнаментом — в старину ведуньи давали такой орнамент каждому новорожденному, определяя его имя и судьбу. А входным билетом в музей будет шоколадка от Skriveru saldumi, ведь шоколад — один из тех продуктов, которые максимально стимулируют выработку эндорфинов наряду с бананом, клубникой и авокадо.
В концепции музея также использование музыки, фотографий счастливых людей, нарезка счастливых финалов из старых фильмов, цветовой душ — красный, зеленый, синий цвет по-своему воздействует на организм. Всё это будет в пролётах, при подъёме на башню. На самом верху гостей будет ждать имитация звёздного неба.
Илона Кангизер объездила окрестности, собирая старинные предметы быта для экспозиции музея. В центре зала устроена борозда — олицетворение физического труда. В ней стоит семейный раритет самой Илоны — плуг ее прадеда Стефана Шваба.
Оформление музея разработал художник Раймонд Виндулис из Ливаны. Он же подарил в экспозицию белый рояль.
Музей открылся 21 июня 2018 года. 4 августа, во время фестиваля Latgales vainags, он обзавёлся собственным флагом, который был торжественно водружен на церковную башню. На флаге изображен символ счастья, ведь в старину при рождении младенца  мудрые бабушки составляли для него индивидуальный орнамент, которым впоследствии украшали одежду, рушники, дом.  Современные бабушки этот навык почти утратили, а вот в распоряжении музея вся информация о знаках имеется. И первым делом она использована для изготовления собственного оберега.